# جمهورية كاليفورنيا
جمهورية كاليفورنيا (بالإنجليزية: California Republic)‏ كانت ولاية انفصالية غير معترف بها دامت لعدة أسابيع فقط في عام 1846 سيطرت بالقوة العسكرية على المناطق شمال خليج سان فرانسيسكو في الولايات المتحدة.
ثار بعض المهاجرين الأمريكيين في منطقة كاليفورنيا العليا ضد حكومة المكسيك في يونيو 1846، وذلك بسبب عدم السماح لهم ببيع أو تأجير الأراضي وتم تهديدهم بالطرد من كاليفورنيا تحت الادعاء بأنهم دخلوا بدون رخصة. كان المسؤولون المكسيكيون قلقين بشأن حرب قادمة مع الولايات المتحدة والتدفق المتزايد للأمريكيين إلى كاليفورنيا. تم تشجيع التمرد سرًا من قبل النقيب بالجيش الأمريكي جون سي فريمونت، مما أضاف إلى المشاكل بعد اندلاع الحرب المكسيكية الأمريكية.
ظهر اسم «جمهورية كاليفورنيا» فقط على العلم الذي رفعه المتمردون في سونوما. وأشار إلى تطلعهم لتشكيل حكومة جمهورية تحت سيطرتهم. انتخب المتمردون ضباطًا عسكريين ولكن لم يتم إنشاء هيكل مدني على الإطلاق. أصبح علمهم، الذي يظهر صورة ظلية لدب، معروفًا باسم «علم الدب» وأصبح لاحقًا أساس علم ولاية كاليفورنيا الرسمي.

بعد ثلاثة أسابيع، في 5 يوليو 1846، تم دمج جيش الجمهورية المكون من 100 إلى 200 رجل في كتيبة كاليفورنيا، بقيادة النقيب جون سي فريمونت. لم تعد «ثورة بير فلاج» وما تبقى من «جمهورية كاليفورنيا» موجودة في 9 يوليو عندما رفع الملازم في البحرية الأمريكية جوزيف ريفير علم الولايات المتحدة أمام ثكنات سونوما وأرسل علمًا ثانيًا ليتم رفعه في حصن ساتر.

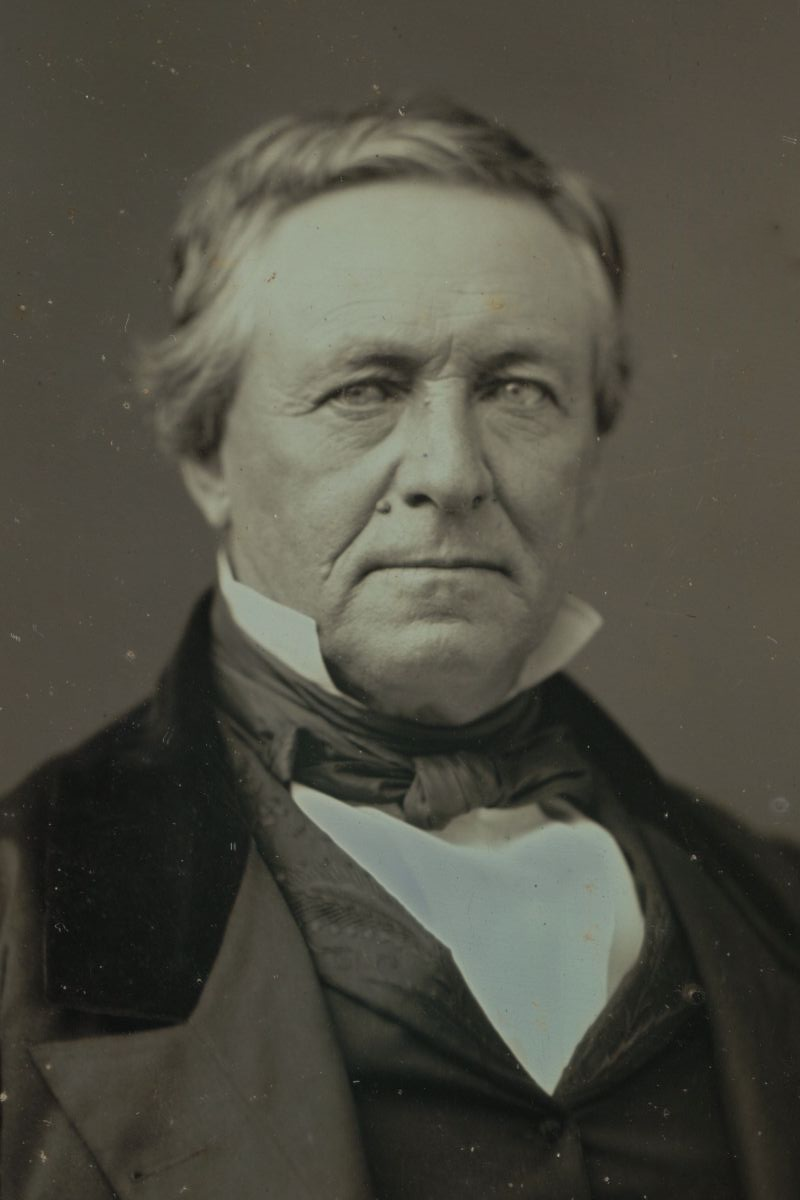
كان جون مارش أول طبيب في كاليفورنيا، ورائدًا في عمل المزارع، وصديقًا للأمريكيين الأصليين، وكان له تأثير قوي في فكرة استقلال كاليفورنيا.

## خلفية ثورة بير فلاج

### حكومة كاليفورنيا العليا

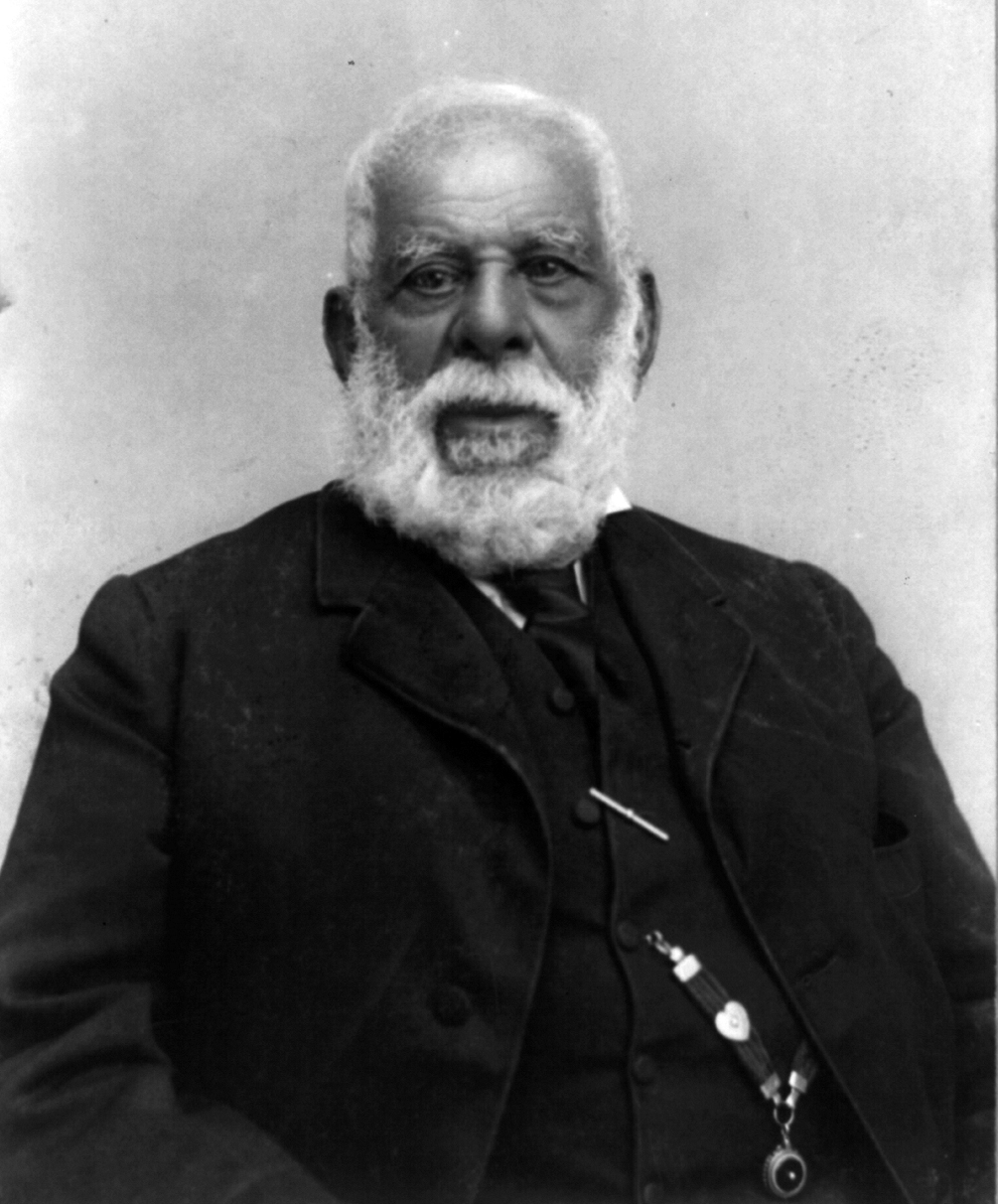
بيو بيكو، الذي كان حاكماً لكاليفورنيا العليا إلى الجنوب من سان لويس أوبيسبو

بحلول 1845-1846، أهملت المكسيك كاليفورنيا العليا إلى حد كبير لمدة خمسة وعشرين عامًا منذ استقلال المكسيك. تطورت المنطقة إلى منطقة شبه مستقلة مع مناقشات مفتوحة بين سكانها حول ما إذا كان يجب أن تبقى كاليفورنيا مع المكسيك؛ أو السعي للاستقلال؛ أو أن تُلحق بالمملكة المتحدة أو فرنسا أو الولايات المتحدة. في عام 1845، تم طرد مانويل ميتشيلتورينا، الذي كان مكروهًا على نطاق واسع، وهو آخر حاكم ترسله المكسيك، بالقوة من قبل سكان كاليفورنيا. هُزمت قواته في معركة بروفيدينسيا (المعروفة أيضًا باسم معركة كاوينجا الثانية) نتيجة لمبادرات جون مارش. أدى ذلك إلى عودة بيو بيكو إلى منصب الحاكم. حكم بيكو المنطقة الواقعة جنوب سان لويس أوبيسبو وعاصمته في «بلدة السيدة ملكة الملائكة في نهر بورتشينكولا»، المعروفة الآن باسم لوس أنجلوس. كانت المنطقة الواقعة إلى الشمال من سان لويس أوبيسبو تحت سيطرة المقدم في سلاح البحرية خوسيه كاسترو في كاليفورنيا العليا، مع وجود مقره العسكري بالقرب من مونتيري، العاصمة الأصلية.كان هناك كره شخصي بين بيكو وكاسترو، وسرعان ما بدأا في تصعيد الخلافات حول التحكم في دخل الجمارك.

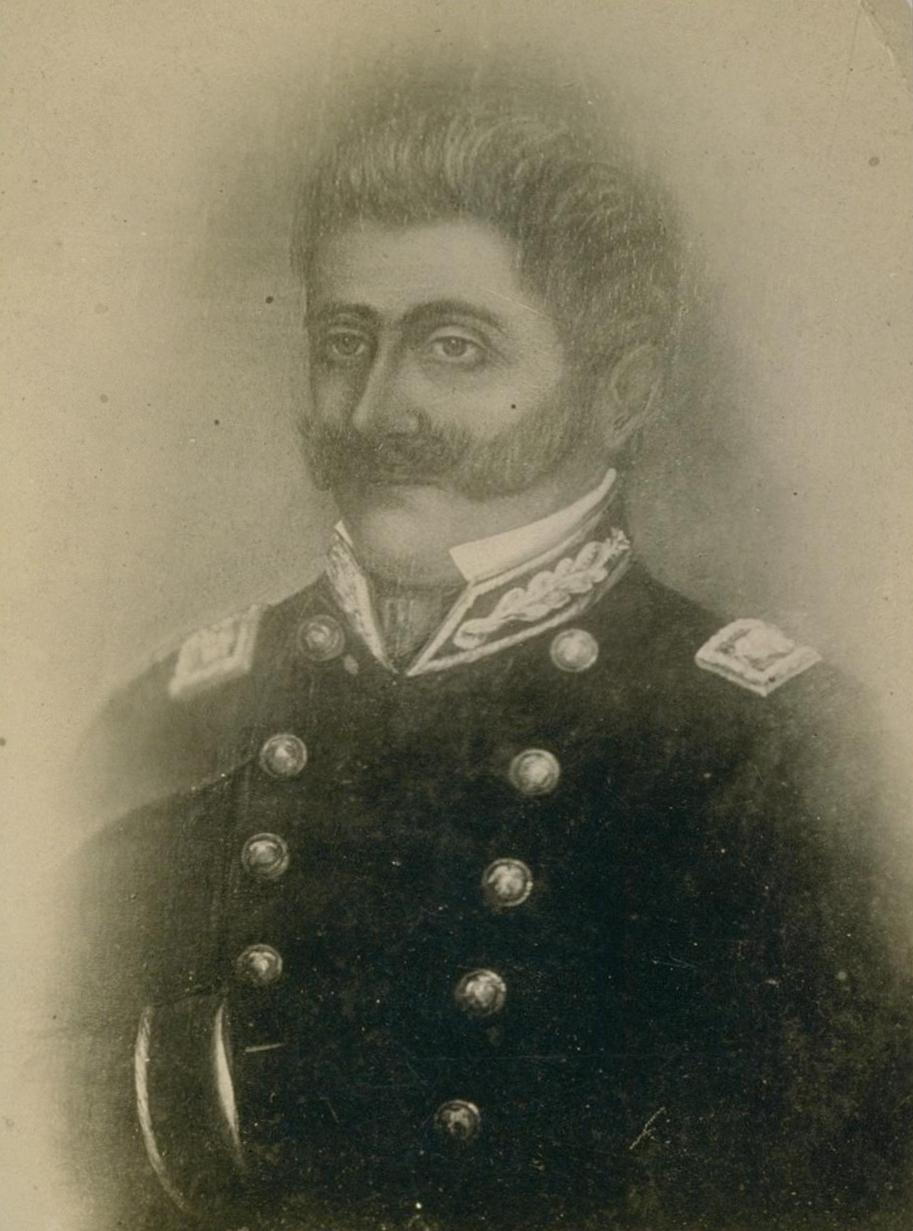
قاد القائد العام لكاليفورنيا خوسيه كاسترو القوات العسكرية المكسيكية في كاليفورنيا العليا.

غالبًا ما كان يتم الاعتراف بالقرارات الصادرة من الحكومة المركزية في مكسيكو سيتي ودعمها ظاهرياً، ولكن كان يتم تجاهلها في فعلياً. بحلول نهاية عام 1845، عندما ثبت خطأ الشائعات حول إرسال قوة عسكرية من المكسيك، تم تجاهل الأحكام الصادرة من حكومة المقاطعة الأخرى.

### تكساس، المهاجرين، وشراء الأراضي
كانت العلاقات بين الولايات المتحدة والمكسيك متدهورة منذ بعض الوقت. جمهورية تكساس، والتي كانت لا تزال المكسيك تعتبرها ضمن أراضيها، تم قبولها كولاية للولايات المتحدة في عام 1845. كانت المكسيك قد هددت في وقت سابق بالحرب إذا حدث هذا. كان قد تم انتخاب جيمس بوك رئيسًا للولايات المتحدة في عام 1844، واعتُبر انتخابه تفويضًا لسياساته التوسعية.
سمح القانون المكسيكي منذ فترة طويلة بمنح الأراضي للمواطنين المكسيكيين المتجنسين. لم يكن الحصول على الجنسية المكسيكية أمرًا صعبًا وقد خاض العديد من المهاجرين الأمريكيين الأوائل هذه العملية وحصلوا على منح مجانية للأرض. في نفس العام (1845) أدى توقع الحرب مع الولايات المتحدة والعدد المتزايد من المهاجرين الذين يقال إنهم قادمين من الولايات المتحدة إلى أوامر من مكسيكو سيتي تحرم المهاجرين من الولايات المتحدة من دخول كاليفورنيا. تطلبت الأوامر أيضًا من مسؤولي كاليفورنيا عدم السماح بمنح الأراضي أو بيعها أو حتى تأجيرها للمهاجرين غير المواطنين الموجودين بالفعل في كاليفورنيا. تم تهديد جميع المهاجرين غير المواطنين، الذين وصلوا بدون إذن، بالإجبار على مغادرة كاليفورنيا.
كتب فرنسيسكو غيريرو، نائب حاكم ولاية كاليفورنيا العليا، إلى القنصل الأمريكي توماس لاركين ما يلي:
| جمهورية كاليفورنيا | عدد كبير من الأجانب قدوموا إلى كاليفورنيا واشتروا عقارات ثابتة [أرض]، وهو حق للأجانب المتجنسين فقط، وكان من الضرورة بمكان إخطار السلطات في كل مدينة لإبلاغ هؤلاء المشترين بأن هذه المعاملات باطلة وأنهم يخضعون أنفسهم للطرد متى وجدت الحكومة ذلك مناسبًا. | جمهورية كاليفورنيا |

خلال نوفمبر 1845، التقى القائد العام لولاية كاليفورنيا خوسيه كاسترو بممثلي 1845 مهاجر أمريكي في سونوما وحصن ساتر. كتب في مرسومه المؤرخ 6 نوفمبر: «لذلك، من أجل التوفيق بين واجبي [لتنفيذ الأوامر من المكسيك] كرم الضيافة الذي يُميز المكسيكيين، وبالنظر إلى أن معظم القادمين هم عائلات وأشخاص كادحين، اعتبر أنه من الأفضل السماح لهم، مؤقتًا، بالبقاء في المنطقة» مع وضع شروط بأن يطيعوا جميع القوانين، والتقدم في غضون ثلاثة أشهر للحصول على رخصة للاستيطان، والتعهد بالمغادرة إذا لم يتم منح هذا الترخيص.

### النقيب فريمونت في كاليفورنيا

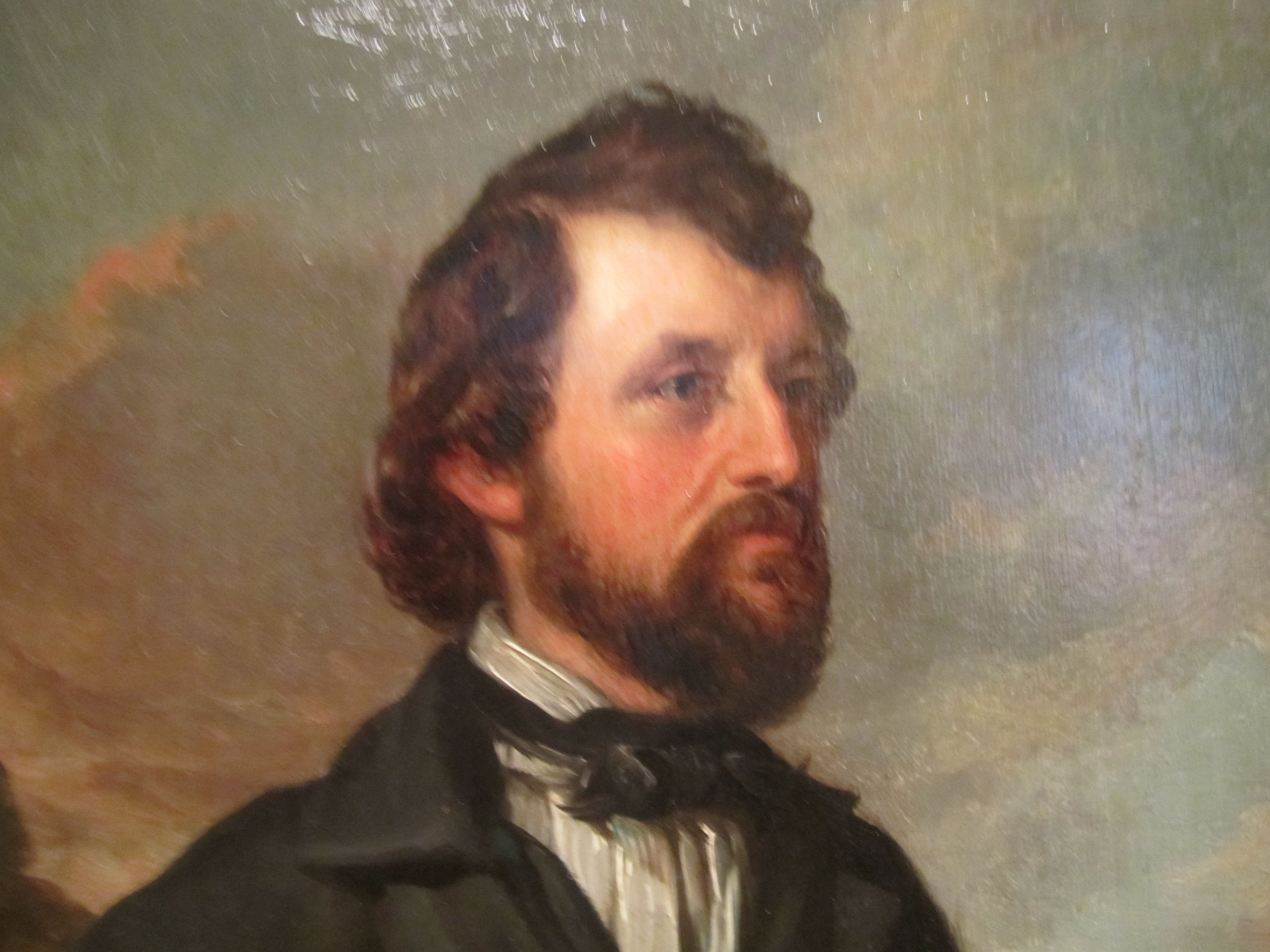
تم تشجيع التمرد بشكل سري من قِبل النقيب جون فريمونت

دخلت بعثة الاستكشاف ورسم الخرائط المكونة من 62 رجلاً كاليفورنيا في أواخر عام 1845 تحت قيادة النقيب جون فريمونت. كان فريمونت معروفًا في الولايات المتحدة كمؤلف ومستكشف. وكان أيضًا صهر السناتور الأمريكي التوسعي توماس هارت بينتون. في أوائل عام 1846، تصرف فريمونت بشكل استفزازي مع القائد العام لولاية كاليفورنيا خوسيه كاسترو بالقرب من بويبلو في مونتيري، ثم نقل مجموعته من كاليفورنيا إلى ولاية أوريغون. وتبعه في أوريغون من قبل مشاة البحرية الأمريكية الملازم أرشيبالد جيليسبي الذي أُرسِل من واشنطن برسالة سرية إلى القنصل الأمريكي توماس لاركين وبتعليمات لمشاركة الرسالة مع فريمونت. أحضر جيليسبي أيضًا مجموعة من الرسائل من زوجة فريمونت ووالدها.
كانت أفكار فريمونت (كما وردت في كتابه، الذي كتبه بعد أربعين عامًا) بعد قراءة رسالة واشنطون ورسائل عائلته: «رأيت الطريق يظهر جلياً أمامي. كانت الحرب مع المكسيك حتمية؛ وأتيحت فرصة كبيرة يمكن أن تُحقق أقصى مدى ممكن لرؤية السناتور بنتون بعيدة النظر. لقد عقدت العزم على المضي قدمًا في هذه الفرصة والعودة على الفور إلى وادي سكرامنتو من أجل تحقيق كل النفوذ الذي يمكنني أنتجه.» ومع ذلك، كان على فريمونت توخي الحذر. بصفته ضابطًا عسكريًا، يمكن أن يواجه محاكمة عسكرية لانتهاكه قانون الحياد لعام 1794 الذي جعل من غير القانوني لأمريكي شن حرب ضد دولة أخرى تعيش في سلام مع الولايات المتحدة. في صباح اليوم التالي، غادرت مجموعة جيليسبي وفريمونت إلى كاليفورنيا. عاد فريمونت إلى وادي ساكرامنتو وأقام معسكرًا بالقرب من ساتر باتس.

### حراقة بورتسماوث في خليج سان فرانسيسكو
أرسل القنصل الأمريكي توماس لاركين، الذي يشعر بالقلق إزاء الاحتمال المتزايد للحرب، طلبًا إلى العميد البحري جون سلوت من قوات أسطول المحيط الهادي التابع للبحرية الأمريكية، أراد منه أن يرسل سفينة حربية لحماية المواطنين الأمريكيين والمصالح الأمريكية في كاليفورنيا العليا. رداً على ذلك، وصلت حراقة بورتسماوث إلى مونتيري في 22 أبريل 1846. بعد تلقي معلومات حول عودة فريمونت إلى كاليفورنيا، قرر القنصل لاركين وقبطان بورتساموث جون بيرين مونتغمري أن السفينة يجب أن تتحرك إلى خليج سان فرانسيسكو. أبحرت الحراقة من مونتيري في 1 يونيو.

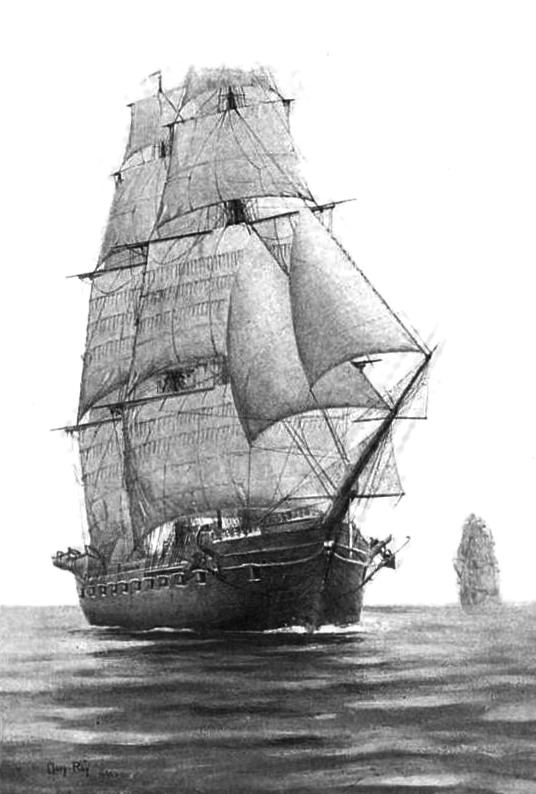
الحراقة بورتسماوث نقلت المال والعتاد والإمدادت إلى المتمردين

بعد عودة الملازم جيليسبي من ولاية أوريغون ولقائه مع فريمونت في 7 يونيو، وجد بورتسماوث راسية في ساوساليتو. نقل إمدادات من المال والعتاد إلى مجموعة فريمونت، وتم نقلها بعد ذلك باستخدام السفينة التي أبحرت أعلى نهر سكرامنتو إلى موقع بالقرب من معسكر فريمونت.

## تمرد بير فلاج

### المستوطنون يقابلون فريمونت

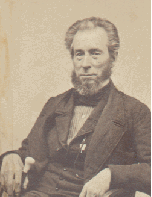
صورة مفترضة لويليام إيد، قائد تمرد بير فلاج في كاليفورنيا

ويليام بي إيد، وهو قائد مستقبلي للتمرد، كتب عن وصول رسالة غير موقّعة في 8 يونيو عام 1846 كانت تقول: «لوحظ أن هناك مجموعة من الإسبان راكبي خيل ومسلحين، يصلون إلى تقريباً 250 رجل، في طريقهم إلى وادي سكرامنتو، ويدمروا المحاصيل ويحرقوا المنازل ويطردوا الماشية. يدعو الكابتن فريمونت كل رجل حر في الوادي ليأتي إلى معسكره في بوتس على الفور؛ ويأمل أن يوقف العدو ويضع حدًا له»- (كانت الصفحة مطوية إلى جزئين، ولم يتم العثور على أكثر منذلك). سافر إيدي والمستوطنون الآخرون بسرعة إلى معسكر فريمونت لكنهم كانوا غير راضين بشكل عام بسبب عدم وجود خطة محددة وعدم قدرتهم على الحصول من فريمونت على أي وعد محدد بالمساعدة.

### أخذ أحصنة الحكومة
غادر بعض أفراد المجموعة الذين كانوا يجتمعون مع فريمونت من معسكره، وفي 10 يونيو 1846، استولوا على قطيع مكون من 170 حصانًا مملوكًا للحكومة المكسيكية كان يتم نقلها بواسطة جنود كاليفورنيين من سان رافائيل وسونوما إلى القائد العام في كاليفورنيا، خوسيه كاسترو، في سانتا كلارا. أذيع بين المهاجرين أن الضابط المسؤول عن القطيع أدلى بتصريحات يهدد فيها باستخدام الخيول من قبل كاسترو لطرد الأجانب من كاليفورنيا. تم نقل الخيول التي تم أسرها إلى معسكر فريمونت الجديد عند تقاطع نهر فيذر ونهر بير.
قرر هؤلاء الرجال بعد ذلك الاستيلاء على البويبلو في سونوما لحرمان الجنود الكاليفورنيين من نقطة تجمع شمال خليج سان فرانسيسكو. سيؤدي الاستيلاء على كل من الأسلحة والعتاد العسكري المخزّن في ثكنة سوناما الغير محمية إلى تأخير أي رد عسكري من كاليفورنيا. قادت الجماعة المتمردة ظاهرياً حزقيال «زيكي المتلعثم» ميريت، والذي وصفه فريمونت بأنه «مساعده الميداني» وطلب بعدم التشكيك به.

### الاستيلاء على سوناما
حذر المؤرخ جورج تايس من أن «وصف الرجال وأفعالهم قبل وبعد أخذ سونوما، متنوع مثل عدد المؤلفين. ولا تتفق روايتان، ومن المستحيل التحقق من صدق تصريحاتهم.» كتب المؤرخ إتش إتش بانكروفت أن فريمونت «حرض وخطط» لغارة الخيول، وحرض المستوطنين الأمريكيين بشكل غير مباشر و «تدريجياً» على التمرد.
قبل فجر يوم الأحد 14 يونيو 1846، وصل أكثر من 30 متمردًا أمريكيًا إلى بويبلو سونوما. كانوا قد سافروا طوال الليل من وادي نابا. تحرك غالبية الرجال قبل يومين من معسكر فريمونت في وادي ساكرامنتو، لكن آخرين انضموا إلى المجموعة على طول الطريق. بدون مواجهة أي مقاومة، اقتربوا من منزل القائد فاليخو وطرقوا بابه. بعد بضع دقائق، فتح فاليخو الباب مرتديًا زي الجيش المكسيكي. لم يكن التواصل جيدًا حتى تم استدعاء الأمريكي جاكوب بي ليس (صهر فاليخو) للترجمة.
ثم دعا فاليجو قادة المتمردين إلى منزله للتفاوض على الشروط. انضم ضابطان كاليفورنيان آخران وليز إلى المفاوضات. رشح المتمردون المنتظرون في الخارج إرسال «النقباء» جون جريجسبي وويليام إيد إلى الداخل لتسريع الإجراءات. تأثير ضيافة فاليخو في شكل نبيذ وبراندي للمتفاوضين وبرميل من المشروبات الكحولية لأولئك في الخارج أمر مختلف عليه. ومع ذلك، عندما عُرضت الاتفاقية على من هم في الخارج، رفضوا المصادقة عليها. وبدلاً من الإفراج عن الضباط المكسيكيين تحت الإفراج المشروط، أصروا على احتجازهم كرهائن. رفض جون جريجسبي البقاء كقائد للمجموعة، مشيرًا إلى أن فريمونت قد خدعه. ألقى وليام إيد خطابًا حماسيًا حث فيه المتمردين على البقاء في سونوما وبدء جمهورية جديدة. في إشارة إلى الخيول المسروقة، أنهى إيدي خطبته بعبارة «اختر ما ستكون عليه هذا اليوم! نحن إما لصوص، أو يجب أن نكون غزاة!»
في ذلك الوقت، تم وضع فاليخو ورفاقه الثلاثة على ظهور الخيل واقتيدوا إلى فريمونت برفقة ثمانية أو تسعة من المتمردين الذين لم يؤيدوا تشكيل جمهورية جديدة في ظل هذه الظروف. في تلك الليلة خيموا في فاكا رانشو. بعض الجنود الكاليفورنيون الشباب تحت قيادة خوان باديلا أفلتوا من الحراس وحثوا فاليخو وعرضوا مساعدته على الهرب. رفض فاليخو، راغبًا في تجنب أي إراقة دماء وتوقع أن يطلق فريمونت سراحه مقابل إطلاق سراح مشروط.

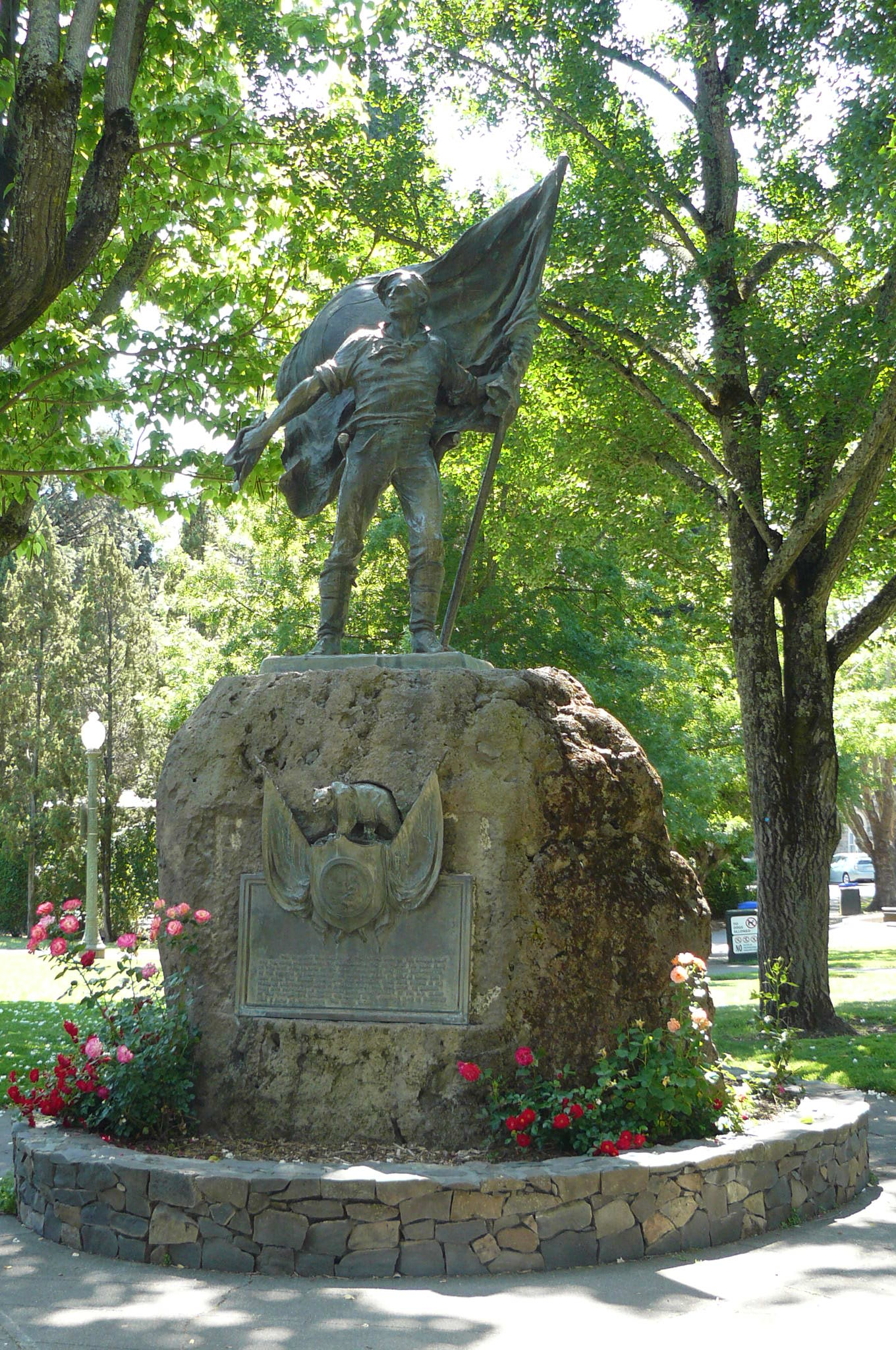
نصب "بير فلاج" في سونوما لإحياء ذكرى استيلاء المتمردين عليها

أصبحت ثكنة سونوما المقر الرئيسي للمتمردين الأربعة والعشرين المتبقين، الذين صنعوا في غضون أيام قليلة علم الدب. بعد رفع العلم، أطلق الكاليفورنيون على المتمردين اسم «لوس أوسوس» (الدببة) و «بير فلاجرس» بسبب علمهم واستهزاء بمظهرهم الغريب في كثير من الأحيان. اعتنق المتمردون هذا التعبير، وأصبحت انتفاضتهم، التي أطلقوا عليها في الأصل اسم الحركة الشعبية، تعرف باسم ثورة علم الدب. تم انتخاب هنري ل. فورد ملازمًا أول للمجموعة وحصل على وعود بالطاعة للأوامر. تم انتخاب صموئيل كيلسي ملازمًا ثانيًا، وانتُخب غراندفيل ب. سويفت وصمويل جيبسون كرقباء.

### تصريح إيد
كتب ويليام إيد تصريحاً يعلن ويشرح فيه أسباب الثورة في ليلة 14-15 يونيو 1846 (أدناه). كانت هناك نسخ إضافية وبعض النسخ الأكثر اعتدالًا (تم إنتاجها باللغتين الإنجليزية والإسبانية) وزعت في شمال كاليفورنيا حتى 18 يونيو.
| جمهورية كاليفورنيا | إلى جميع الأشخاص، مواطني سونوما، أطالبهم بالبقاء مسالمين، ومتابعة أعمالهم المشروعة دون خوف من التحرش. يعطي القائد العام للقوات المتجمعة في حصن سونوما تعهده الذي لا يُنتهك لجميع الأشخاص في كاليفورنيا الذين لم يتم العثور مسلحين بألا يتم إزعاجهم شخصياً أو في ممتلكاتهم أو علاقاتهم الاجتماعية من قبل رجال تحت إمرته. كما أعلن رسمياً أن هدفه هو أولاً الدفاع عن نفسه ورفاقه في السلاح الذين تمت دعوتهم إلى هذا البلد بوعد بأراضي يسكنون فيها أنفسهم وعائلاتهم، والذين وُعدوا أيضًا بـ "حكومة جمهورية"، والذين، عند وصولهم إلى كاليفورنيا حُرِموا حتى من امتياز شراء أو استئجار أراضي لأصدقائهم، والذين تعرضوا للاضطهاد من قبل "الاستبداد العسكري"، والذين بدلاً من السماح لهم بالمشاركة في أو أن يحصلوا على الحماية من قبل "حكومة جمهورية" تعرضوا للتهديد من قبل "تصريح" من كبير ضباط الاستبداد السالف الذكر، بأنه سيتم إبادتهم إذا لم يغادروا خارج البلاد، تاركين جميع ممتلكاتهم وأسلحتهم وحيواناتهم، وبالتالي يصبحوا محرومين من وسائل الهروب أو الدفاع. كان من المقرر أن يتم دفعنا إلى صحاري يسكنها هنود معادين يتسببون في هلاكنا. الإطاحة بحكومة استولت على ممتلكات البعثات لمجدها الشخصي؛ والتي دمرت واضطهدت القوة العاملة الكادحة في كاليفورنيا بشكل مخجل، من خلال عمليات السطو الهائلة على البضائع المستوردة إلى هذا البلد؛ هو الغرض المحدد من الرجال الشجعان المرابطين تحت قيادته. كما أنه يعلن رسميًا أن هدفه في المقام الثاني هو دعوة جميع مواطني كاليفورنيا المسالمين والصالحين الذين يتسمون بالود للحفاظ على النظام الجيد والمساواة في الحقوق (وأنا أدعوهم بموجب هذا إلى أن يأتوا إلى معسكري في سونوما دون تأخير) لمساعدتنا في إقامة وإدامة "حكومة جمهورية" تضمن للجميع: الحرية المدنية والدينية؛ والتي يجب أن تكشف الجريمة وتعاقب عليها؛ والتي ستشجع الصناعة والفضيلة والأدب؛ والتي يجب أن تترك القيود على التجارة والزراعة والآلية. ويصرح كذلك أنه يعتمد على استقامة نوايانا؛ وفضل السماء، وشجاعة أولئك المرتبطين به والمرابطين معه، بمبدأ الحفاظ على الذات؛ وبحب الحق؛ وكره الطغيان لأجل آماله بالنجاح. ويعلن كذلك أنه يعتقد أن الحكومة لكي تكون مزدهرة وسعيدة في عملها يجب أن تنشأ من شعبها المحب لوجودها. أن أبنائها حماتها، وضباطها خدمها، ومجدها هو مكافئتهم. - ويليام ب. إيدي، المقر الرئيسي في سونوما، ١٥ يونيو ١٨٤٦ | جمهورية كاليفورنيا |

### الاحتياج إلى البارود
كانت المشكلة الرئيسية للمتمردين في سونوما هي عدم وجود ما يكفي من البارود للدفاع ضد الهجوم المكسيكي المتوقع. تم إرسال ويليام تود يوم الإثنين الخامس عشر برسالة لتسليمها إلى الحراقة بورتسماوث تصف الأحداث في سونوما ويصف الرجال أنفسهم بأنهم «رجال وطنيون». تود، بعد أن تلقى تعليمات بعدم تكرار أي من الطلبات في الرسالة (التي تشير إلى حاجتهم إلى البارود)، تجاهل ذلك وأعرب عن طلب البارود. الكابتن مونتغمري، بينما كان متعاطفًا، رفض بسبب حياد بلاده. عاد تود، وخوسيه دي روزا (الرسول الذي أرسله فاليخو إلى مونتغمري)، والملازم البحري جون إس. ميسرون إلى سونوما بواسطة بورتسماوث صباح يوم 16. كانت مهمة ميسرون، دون التدخل في الثورة، هي منع العنف ضد غير المقاتلين.
تم تكليف تود بمهمة ثانية. تم إرساله إلى خليج بوديجا مع رفيق لم يذكر اسمه (يُطلق عليه أحيانًا «الرجل الإنجليزي») للحصول على بارود من المستوطنين الأمريكيين في تلك المنطقة. في 18 يونيو، تم إرسال بيرز توماس كوي وجورج فاولر إلى رانشو سوتويومي (بالقرب من هيلدسبيرج الحالية، كاليفورنيا) لالتقاط بارود مُخبأ من موسى كارسون، شقيق كيت كارسون الذي كان (كيت كارسون) مستكشف فريمونت.

### حصن ساتر

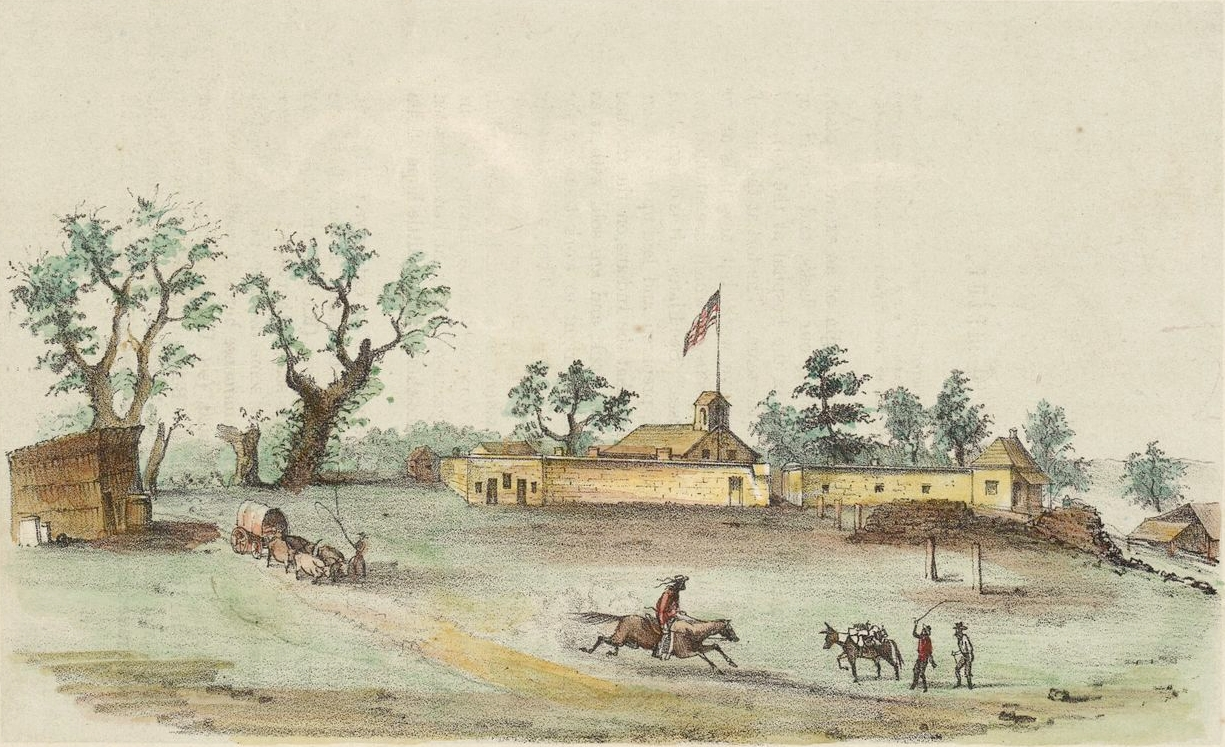
كانت قلعة ساتر واحدة من معقلين للمتمردين، بعد أن استولى عليها جون فريمونت (حوالي في 1849) من جون ساتر.

عاد ميريت «الملازم الميداني» لفريمونت في ساكرامنتو (المعروفة باسم نيو هيلفيتيا في ذلك الوقت، والتي اسماها السويسري جون ساتر) في 16 يونيو مع سجنائه وسرد الأحداث في سونوما. كان فريمونت إما خائفًا من مخالفة المشاعر الشعبية في سونوما أو رأى مزايا احتجاز ضباط كاليفورنيون كرهائن. كما قرر أيضاً سجن زوج أخت الحاكم فاليخو، الأمريكي جاكوب ليس، في حصن ساتر. يروي فريمونت في مذكراته، «لقد اتخذَت الشؤون الآن جانبًا بالغ الأهمية، ورأيت في الوقت الحالي أن الوقت قد حان عندما كان من غير الآمن ترك الأحداث لتنضج في ظل توجيه غير ودي أو خاطئ ... كنت أعرف حقائق الموقف. لم أستطع الإفصاح عن ذلك، لكنني شعرت أن هناك ما يبرر تحمل المسؤولية والتصرف بناءً على معرفتي».
وضع فريمونت الفنان ورسام الخرائط في رحلته الثالثة، إدوارد كيرن، في قيادة حصن ساتر وما فيه من الفرسان. ترك ذلك جون ساتر في مهمة ملازم الفرسان مقابل 50 دولارًا في الشهر، والثاني في قيادة حصنه.
أثناء وجوده في القيادة، وصلت أخبار جماعة دونر الذي تقطعت به السبل إلى كيرن؛ كانت قلعة ساتر وجهتهم التي لم يتم الوصول إليها. وعد كيرن بشكل غامض بأن الحكومة الفيدرالية ستفعل شيئًا من أجل فريق إنقاذ من خلال سييرا، لكن لم يكن لديه سلطة للدفع لأي شخص. وقد تعرض لاحقًا لانتقادات بسبب سوء إدارته الذي أدى إلى تأخير البحث.

### رد فعل كاسترو
سرعان ما وصلت أخبار الاستيلاء على خيول الحكومة والاستيلاء على سونوما وسجن الضباط المكسيكيين في حصن ساتر إلى القائد العام خوسيه كاسترو في مقره في سانتا كلارا. أصدر إعلانين في 17 يونيو. الأول يطلب من مواطني كاليفورنيا أن يأتوا لمساعدة بلادهم. ووعد الإعلان الثاني بتوفير الحماية لجميع الأجانب غير المشاركين في الثورة. سافرت مجموعة مكونة من 50-60 ميليشيا تحت قيادة الكابتن جواكين دي لا توري إلى سان بابلو، وبالقارب غربًا عبر خليج سان فرانسيسكو إلى بوينت سان كوينتين، ووصلوا في الثالث والعشرين. وصلت فرقتان إضافيتان بإجمالي حوالي 100 رجل إلى سان بابلو في 27 يونيو.

### معركة أولمبالي
في 20 يونيو عندما فشل محصّلون البارود في العودة كما هو متوقع، أرسل الملازم فورد الرقيب جيبسون مع أربعة رجال إلى رانشو سوتويومي. حصل جيبسون على البارود وفي طريق عودته قاتل مع العديد من الكاليفورنيين وأسر أحدهم. علموا من السجين أن كوي وفاولر قد ماتوا. هناك روايتان من الكاليفورنيين والمتمردين لما حدث. علم فورد أيضًا أن ويليام تود ورفيقه قد تم أسرهما من قبل قوات الكاليفورنيين غير النظامية بقيادة خوان باديلا وخوسيه رامون كاريلو.
كتب فورد، في سيرته الذاتية، أنه قبل مغادرة سونوما للبحث عن الأسيرين الآخرين ورجال باديلا، أرسل رسالة إلى حزقيال ميريت في ساكرامنتو يطلب منه جمع المتطوعين للمساعدة في الدفاع عن سونوما. رواية إيدي هي أن فورد كتب إلى فريمونت قائلاً إن متمردو الدببة فقدوا الثقة في قيادة إيدي. في أي من الحالتين، انطلق فورد بعد ذلك باتجاه سانتا روزا مع سبعة عشر إلى تسعة عشر رجلاً من المتمردين. بعد عدم العثور على باديلا، توجه المتمردون نحو أحد منازله بالقرب من تو روك. في صباح اليوم التالي، أسر المتمردون ثلاثة أو أربعة رجال بالقرب من رانشو لاجونا دي سان أنطونيو، واكتشفوا بشكل غير متوقع ما افترضوا أنه مجموعة خوان باديلا بالقرب من مزرعة أولمبالي الهندية. اقترب فورد من مبنى المزرعة ولكن ظهر المزيد من الرجال وجاء آخرون «يتدفقون من المبنى». انضم رجال الميليشيات من جنوب الخليج، بقيادة الكابتن المكسيكي خواكين دي لا توري، إلى قوات باديلا غير النظامية وأصبح عددهم الآن حوالي سبعين. تمركز رجال فورد في بستان من الأشجار وفتحوا النار عندما هاجم العدو على صهوة الأحصنة، مما أسفر عن مقتل أحد الكاليفورنيين وإصابة آخر. خلال المعركة طويلة المدى التي تلت ذلك، هرب ويليام تود ورفيقه من المنزل حيث كانوا محتجزين وركضوا إلى متمردي الدببة. انسحب فريق الكاليفورنيين من القتال طويل المدى بعد معاناتهم من عدد قليل من الجرحى وعادوا إلى سان رافائيل. أفاد أحد رجال الميليشيات من الكاليفورنيين أن بنادقهم لم تكن قادرة على إطلاق النار بقدر البنادق التي استخدمها بعض متمردي الدببة. كانت هذه هي المعركة الوحيدة التي تم خوضها خلال ثورة بير فلاج.
أثار مقتل كوي وفاولر، فضلاً عن المعركة المميتة، قلق كل من الكاليفورنيين، الذين غادروا المنطقة بحثًا عن الأمان، والمهاجرين، الذين انتقلوا إلى سونوما ليكونوا تحت حماية البنادق والمدافع التي كانت مأخوذة من ثكنات سونوما. زاد هذا من العدد الموجود في سونوما إلى قرابة المائتين. تم إيواء بعض عائلات المهاجرين في الثكنات، والبعض الآخر في منازل الكاليفورنيين.

### وصول فريمونت للدفاع عن سوناما

كانت سونوما مستوطنة صغيرة لاتينية في عام 1846، تم رسمها هنا كما كانت في عام 1851.

بعد أن علم بطلب فورد للمتطوعين للدفاع عن سونوما وسماع تقارير تفيد بأن الجنرال كاسترو كان يستعد لهجوم، غادر فريمونت معسكره بالقرب من حصن سوتر إلى سونوما في 23 يونيو. وكان معه تسعون رجلاً - مجموعته بالإضافة إلى الصيادين والمستوطنين تحت قيادة صموئيل ج. هينسلي. سيقول فريمونت في مذكراته بعد ذلك أنه كتب خطاب استقالة من الجيش وأرسله إلى والد زوجته توماس هارت بينتون في حالة رغبة الحكومة في التنصل من عمله. وصلوا إلى سونوما في الصباح الباكر من يوم 25 وبحلول الظهر كانوا في طريقهم إلى سان رافاييل برفقة مجموعة من متمردي الدببة تحت قيادة فورد. وصلوا إلى معسكر سان رافاييل السابق لكن الكاليفورنيون قد اختفوا. أقام المتمردون معسكرًا في المنطقة وأرسلوا فرقًا استكشافية.
يوم الأحد 28، تم رصد قارب صغير يمر عبر الخليج. ذهب كيت كارسون وبعض رفاقه لاعتراضه. كان هناك توأمان من الأخوين فرانسيسكو ورامون دي هارو، وعمهم خوسيه دي لا رييس بيريسا، ومجدف (ربما يكون أحد الإخوة كاسترو من سان بابلو) - جميعهم غير مسلحين. تم إنزال الأخوين هارو وبيريسا عند الشاطئ، وتم قتل الثلاثة بالرصاص. بعد ذلك تقريبا كل الحقائق هي محل خلاف. يقول البعض إن فريمونت هو الذي أعطى الأمر بالقتل. آخرون قالوا إنهم كانوا يحملون رسائل سرية من كاسترو إلى توري. وغيرهم قالوا أن كارسون ارتكب جرائم القتل للانتقام لمقتل كوي وفاولر. أصبح هذا الحادث مشكلة لاحقاً في حملة فريمونت للرئاسة. روى شهود العيان والصحف الحزبية قصصًا متضاربة تمامًا.

### خدعة النقيب دي لا توري
في وقت متأخر من بعد ظهر نفس يوم القتل، اعترض فريق استطلاع رسالة تشير إلى أن توري كان ينوي مهاجمة سونوما في صباح اليوم التالي. شعر فريمونت أنه لا يوجد خيار سوى العودة للدفاع عن سونوما بأسرع ما يمكن. عثرت الحامية هناك -في سوناما- على رسالة مماثلة وتم تلقيم جميع الأسلحة وجعلها مستعدة للقتال قبل فجر اليوم التالي عندما اقتربت قوات فريمونت وفورد من سونوما - مما أدى إلى إطلاق النار من قبل الحامية. بعد أن أدرك فريمونت أنه تعرض للخداع، غادر مرة أخرى إلى سان رافاييل بعد تناول وجبة إفطار سريعة. عاد إلى المعسكر القديم في غضون أربع وعشرين ساعة من مغادرته ولكن خلال تلك الفترة كان لدى توري ورجاله وقت للهروب إلى سان بابلو عبر القارب. نجح توري في استخدام الحيلة ليس فقط للهروب ولكنه نجح تقريبًا في إثارة حادثة «نيران صديقة» بين المتمردين.
بعد الوصول إلى سان بابلو، أفاد توري أن قوة المتمردين المشتركة كانت قوية جدًا بحيث لا يمكن مهاجمتها كما هو مخطط. ثم عادت فرق كاسترو الثلاثة إلى المقر القديم بالقرب من سانتا كلارا حيث انعقد مجلس حرب في 30 يونيو. وتقرر التخلي عن الخطة الحالية وتقرير أن أي نهج جديد سيتطلب تعاون بيو بيكو وقواته الجنوبية، فتم إرسال مرسال إليه. تحرك الجيش جنوبا إلى سان خوان حيث كان الجنرال كاسترو، في 6 يوليو، عندما علم وقتها بأحداث مونتيري.

### الأحداث في وحول يربا بوينا
في 1 يوليو، أقنع فريمونت واثنا عشر رجلاً النقيب ويليام فيلبس بنقلهم في السفينة موسكو إلى القلعة الإسبانية القديمة (فورت بوينت في سان فرانسيسكو حالياً) عند مدخل جولدن جيت. دخلوا المكان دون مقاومة وجهزوا المدافع العشر القديمة المهجورة. في اليوم التالي، قاد روبرت ب. سمبل عشرة من متمردي الدببة إلى بويبلو في يربا بوينا (سان فرانسيسكو المستقبلية) لاعتقال الإنجليزي المتجنس روبرت ريدلي الذي كان قبطان الميناء. تم إرسال ريدلي إلى حصن ساتر ليتم حبسه مع سجناء آخرين.

### يوم الاستقلال، عام 1846 في سوناما
أقيم احتفال كبير في الرابع من يوليو بداية بقراءة إعلان استقلال الولايات المتحدة في ساحة سونوما. كما كان هناك أيضاً تحية بالمدافع، وشوي لحوم كثير، وتناول العديد من الأطعمة وجميع أنواع المشروبات. وصل فريمونت والوحدة من سان رافاييل في الوقت المناسب للفاندانغو في مبنى سلفادور فاليجو الكبير في زاوية ساحة البلدة. د

### تشكيل كتيبة كاليفورنيا
في 5 يوليو، دعا فريمونت إلى اجتماع عام واقترح على متمردي الدببة أن يتحدوا مع مجموعته ويشكلوا وحدة عسكرية واحدة. وقال: إنه سيقبل الأمر إذا تعهدوا بالطاعة والمضي قدمًا بشرف وعدم المساس بعفة المرأة. تم وضع ميثاق وقع عليه جميع المتطوعين في كتيبة كاليفورنيا أو وضعوا علاماتهم. كما وافق غالبية الحاضرين على تحديد تاريخ رسمي لحقبة الاستقلال ليس منذ الاستيلاء على سونوما ولكن اعتبارًا من 5 يوليو للسماح لفريمونت «بالبدء من البداية».
في اليوم التالي، ترك فريمونت خمسين رجلاً من «السرية ب» في الثكنة للدفاع عن سونوما، وغادر مع بقية الكتيبة إلى حصن ساتر. أخذوا معهم مدفعين من المدافع الميدانية المكسيكية التي تم الاستيلاء عليها، بالإضافة إلى البنادق، ومخزون من الذخيرة والبطانيات والخيول والماشية. تم استخدام سفينة «حورية البحر» التي يبلغ وزنها سبعة أطنان لنقل المدافع والأسلحة والذخيرة والسروج من نابا إلى حصن ساتر.

### البحرية الأمريكية والمشاة يستوليان على مونتيري
كان الكونغرس الأمريكي قد أعلن الحرب ضد المكسيك في 13 مايو 1846. وبسبب الاتصال البطيء عبر القارة في ذلك الوقت، لم يعرف أحد في كاليفورنيا ذلك بشكل قاطع (وصل الإخطار الرسمي بالحرب أخيرًا إلى كاليفورنيا في 12 أغسطس 1846.) العميد البحري جون دي سلوت، قائد أسطول المحيط الهادي التابع للبحرية الأمريكية، كان ينتظر في خليج مونتيري منذ 1 أو 2 يوليو للحصول على دليل مقنع للحرب. كان سلوت يبلغ من العمر 65 عامًا وكان قد طلب إعفاءه من قيادته في مايو الماضي. كان أيضًا على دراية تامة بالاستيلاء على مونتيري عام 1842، عندما اعتقد سلفه العميد البحري توماس أب كاتيسبي جونز، أن الحرب قد أُعلنت واستولى على عاصمة كاليفورنيا العليا، فقط ليكتشف خطأه ويتخلى عنها في اليوم التالي. أدى ذلك إلى مشاكل دبلوماسية، وتمت إزالة جونز من منصب قائد سرب المحيط الهادي.

علم الولايات المتحدة ذو الـ 27 نجمة والذي رُفِع في سوناما

علم سلوت بمواجهة فريمونت مع الكاليفورنيين عند قمة جافيلان ودعمه لمتمردي الدببة في سونوما. كما أنه كان على علم بتعقب الملازم جيليسبي لفريمونت برسائل وأوامر. خلص سلوت أخيرًا في 6 يوليو إلى أنه بحاجة إلى التصرف، قائلاً للقنصل الأمريكي لاركن، «سأُلام على فعل القليل جدًا أو أكثر من اللازم - أفضل الخيار الأخير.» في أوائل 7 يوليو، الفرقاطة يو إس إس سافانا وحرّاقتان، هما يو إس إس سياني ويو إس إس ليفانت التابعتان للبحرية الأمريكية، استولوا على مدينة مونتيري بكاليفورنيا، ورفعوا علم الولايات المتحدة. تمت قراءة إعلان سلوت ونشره باللغتين الإنجليزية والإسبانية: «... من الآن فصاعدًا ستكون كاليفورنيا جزءًا من الولايات المتحدة.»

### الخلاصة والعواقب

علم الولايات المتحدة ذو الـ 27 نجمة والذي رُفِع في مونتيري

بعد يومين، في 9 يوليو، انتهت ثورة بير فلاج وما تبقى من «جمهورية كاليفورنيا» عندما تم إرسال الملازم البحري جوزيف ريفير إلى سونوما من يو إس إس بورتسماوث، التي رست في ساوساليتو، وهي تحمل علمين أمريكيين من فئة 27 نجمة، أحدهما لسونوما والآخر لحصن ساتر (نفدت من الأسطول الأعلام الجديدة ذات 28 نجمة والتي تعكس دخول تكساس إلى الاتحاد). تم تسليم علم الدب الذي تم إنزاله في ذلك اليوم إلى كاتب بورتسماوث، جون إليوت مونتغمري، نجل القائد جون ب.مونتغمري. كتب جون إليوت إلى والدته في وقت لاحق من يوليو أن «كوفي نزل وهو يزمجر». في نوفمبر التالي، اختفى جون وشقيقه الأكبر أثناء سفرهما إلى سكرامنتو وافتُرض أنهما توفيا. احتفظ القائد مونتغومري بعلم الدب وعمل نسخة منه، وفي النهاية تم تسليم كلاهما إلى وزير البحرية. في عام 1855، أرسل الوزير كلا العلمين إلى أعضاء مجلس الشيوخ من ولاية كاليفورنيا الذين تبرعوا بهما لجمعية الرواد في سان فرانسيسكو. تم تدمير علم الدب الأصلي في الحرائق التي أعقبت زلزال سان فرانسيسكو عام 1906. تم عمل نسخة طبق الأصل في عام 1896 للاحتفال بالذكرى الخمسين، وهي معروضة في ثكنات سونوما.

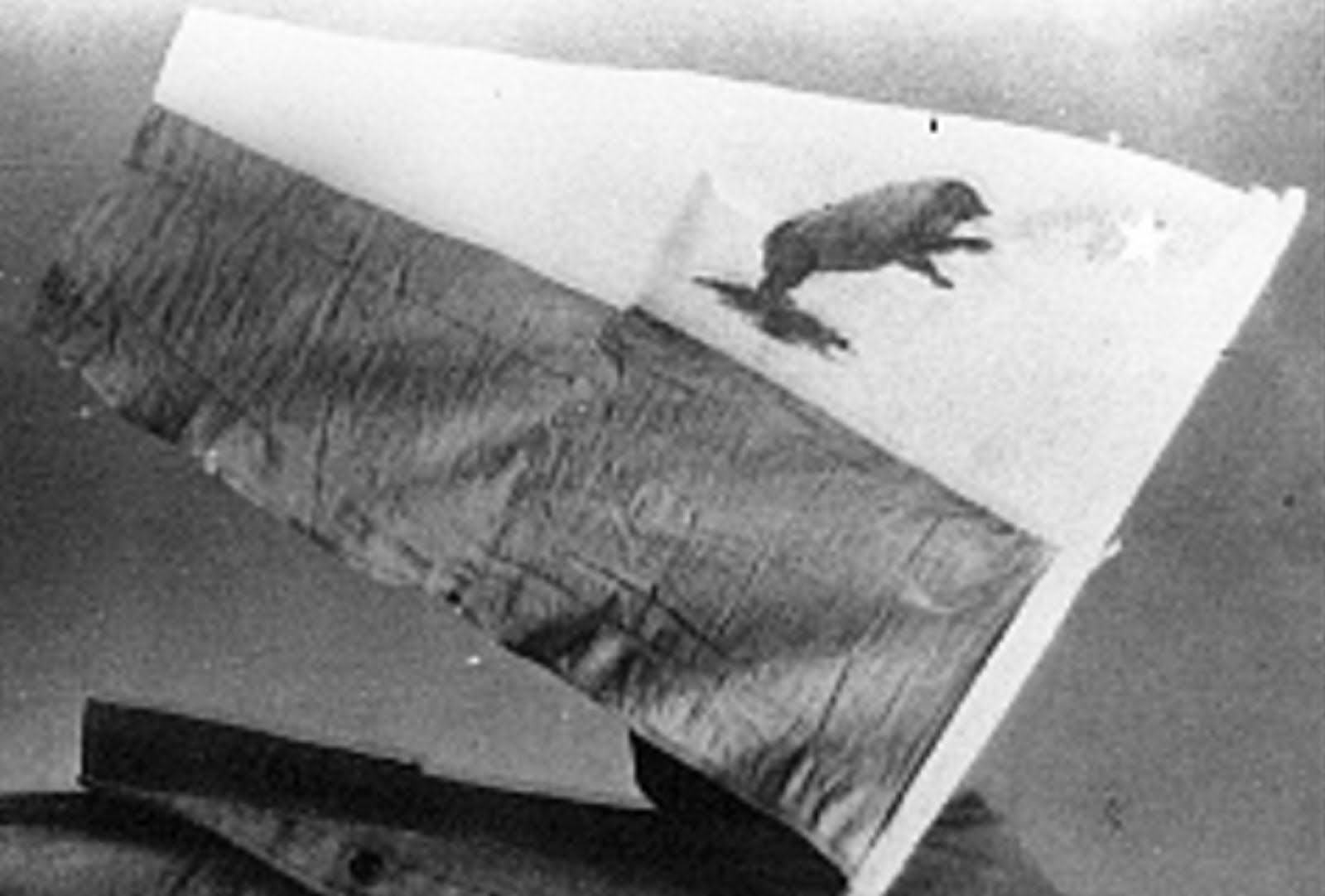
علم الدب الأصلي، من تصميم بيتر ستورم، تم تصويره حوالي عام 1870

علم كاليفورنيا الحديث للمقارنة

## علم الدب

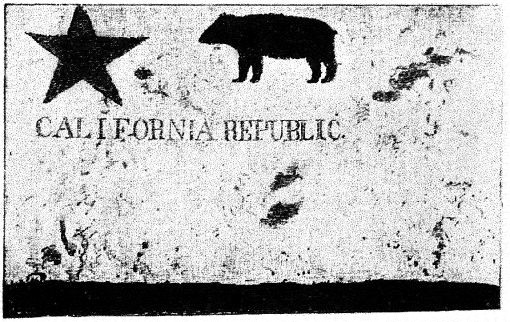
علم الدب الذي استخدمه ويليام تود، تم تصويره في عام 1890

كان أبرز إرث «جمهورية كاليفورنيا» هو تبني علمها كأساس لعلم ولاية كاليفورنيا الحديث. يحتوي العلم على نجمة ودب وشريط أحمر عليه عبارة «جمهورية كاليفورنيا». يوجد الآن «نصب علم الدب التذكاري» في ميدان سوناما، حيث موقع رفع علم الدب الأصلي.
غالبًا ما يُنسب تصميم وإنشاء علم الدب الأصلي المستخدم في ثورة بير فلاج إلى بيتر ستورم. تم صنع الأعلام قبل حوالي أسبوع من اقتحام سونوما، عندما ادعى ويليام تود ورفاقه أنهم صنعوا أعلامهم، على ما يبدو بناءً على أعلام السيد ستورم الأولى.
في عام 1878، وبناءً على طلب «لوس أنجلوس إيفيننج إكسبرس»، كتب ويليام إل تود (1818-1879) وصفًا لعلم الدب المستخدم عند اقتحام سونوما، والذي ربما كان أول علم يتم رفعه. بعد فترة وجيزة، أصبح وصفه هو الأساس لأول علم رسمي للولاية. اعترف تود بمساهمات متمردي الدببة الأخرين في العلم، بما في ذلك جرانفيل بي سويفت وبيتر ستورم وهنري ل.فورد في مقال صحفي عام 1878. رسم تود العلم على قطعة قماش قطنية محلية بطول ياردة ونصف تقريبًا. ظهرت النجمة الحمراء على أساس «علم كاليفورنيا ذو النجمة الوحيدة» الذي تم رفعه خلال ثورة كاليفورنيا عام 1836 بقيادة خوان ألفارادو وإسحاق جراهام. أظهر العلم أيضًا صورة لدب واقفًا على أربع، على عكس العلم الأصلي، والذي أظهره واقفاً على قدمين أو قدم واحدة فقط. يُظهر العلم الحديث الدب السائر (ماشياً).